# Гімн Полтави
Гімн Полтави — офіційний гімн міста Полтава, закріплений у «Статуті територіальної громади м. Полтави», який міська рада 6-го скликання затвердила 22 грудня 2010 року. Слова Леоніда Вернигори, музика Олексія Чухрая.

## Текст
Здавен ми славні, так ведеться,
Запам'ятали нас віки.
Наш дім і місто, і фортеця,
Не завойовані ніким.
Заповідав нам Котляревський
Закон, що нас охороня:
Де мир і злагода в сімействі
Блаженна буде сторона.
Що ми духовна є столиця,
Давно вже визнав цілий світ.
Живи й сіяй в віках, світлице,
Як материнки першоцвіт.
Приспів:
Хвала, хвала тобі, Полтаво,
У пісні солов'їній.
У тебе матінка Держава
Безсмертна Україна.